# Física (Aristóteles)

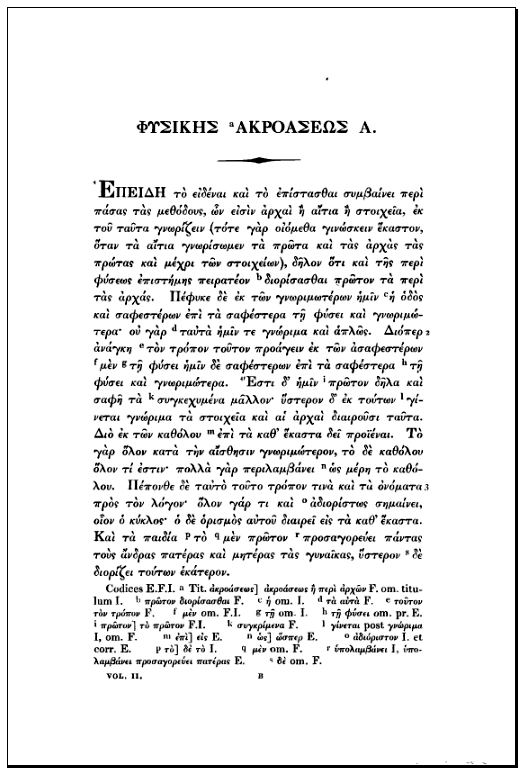
A primeira página do livro Física, de Aristóteles, na edição 1837 Oxford por Immanuel Bekker

Física (em grego: Φυσικής Ἄκροασεως [auscultação da natureza]; em latim: Naturalis Auscultationis) é uma importante obra de filosofia de Aristóteles. É uma coleção de tratados, ou lições, que lidam com os princípios mais gerais (filosóficos) do movimento, tanto de seres vivos como de corpos inanimados, ao invés de teorias físicas no sentido atual ou investigações sobre um assunto particular do universo. Mudança, mutação ou movimento (kinesis) é o tema principal da obra. A primeira edição completa de Física é a de Andrônico de Rodes, que organizou completamente a série de obras sobre física aristotélica, cosmologia e biologia, as quais são fundamentadas pela Física. O título em grego antigo desses tratados — τὰ φυσικά — significa [escritos] sobre a natureza ou filosofia natural.

## Os livros

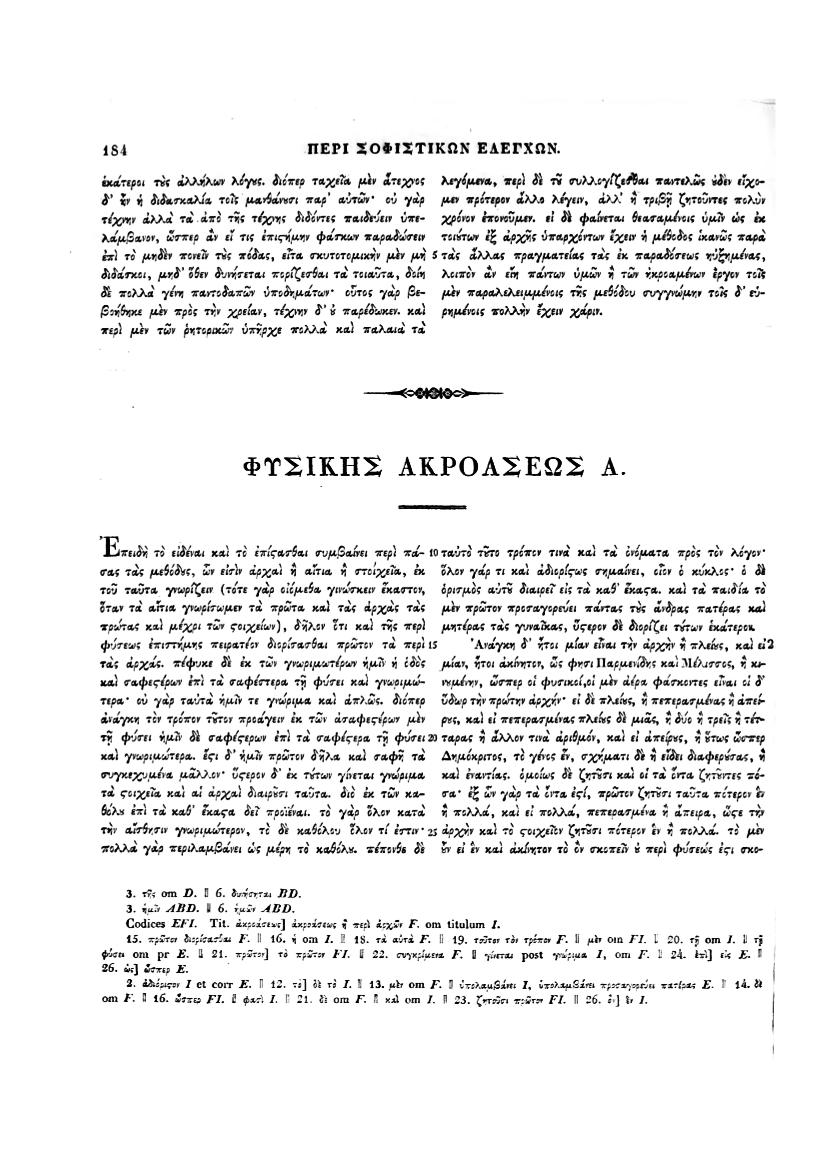
Página 184 da edição de Bekker de 1831 da Academia de Ciências da Prússia, com a primeira página da Física

A obra Física é composta por oito livros, que são divididos em capítulos.  Neste artigo, os livros são referenciados por números romanos e os capítulos por números arábicos. Além disso, os números de Bekker indicam a página, a coluna ('a' ou 'b') e a linha utilizadas na edição das obras de Aristóteles pela Academia de Ciências da Prússia, sob a direção de Immanuel Bekker.

### Livro I
O livro I discute a abordagem científica à natureza e ao mundo das coisas moventes e mutantes, além das doutrinas dos filósofos naturais pré-socráticos, em particular Parmênides. Os tópicos incluem: observação fiel da natureza e rigor no método, uma discussão sobre como seus antepassados viam a natureza, e os elementos básicos do movimento. Os elementos do movimento, ou categorias do movimento, são: uma propriedade (privação), que é dominada por seu oposto (a forma), com ambos fazendo parte de uma essência imutável (o substrato, que pode ser a matéria, na mudança substancial, ou a substância, na mudança acidental), a qual não desaparece ao longo da mudança. A monografia de 1966 de Connell é particularmente uma ótima extensão e defesa do conteúdo deste livro.
A abordagem de Aristóteles para o mundo, resumida no capítulo 1, consiste em partir dos aspectos mais gerais (e, portanto, corretos) do mundo sensível (por exemplo, "algumas coisas se movem") antes de prosseguir com aspectos mais específicos (por exemplo, "ratos silvestres movem-se diariamente"). Esta abordagem contrasta com a da ciência moderna, que começa com particularidades antes de avançar para generalidades.
O conceito aristotélico de matéria (em grego: hyle) é bastante diferente do que nós, contemporâneos, podemos esperar do uso desta palavra na ciência empírica moderna. Ao invés de ser definida axiomaticamente como tudo aquilo que ocupa um espaço, a matéria no pensamento de Aristóteles é definida operacionalmente como o que subjaz uma mudança substancial. Por exemplo, um cavalo come capim: o cavalo converte o capim para si; a grama não permanece no cavalo, mas em alguns dos seus aspectos – a sua matéria. A matéria não é descrita especificamente (por exemplo, em termos de átomos), mas consiste naquilo que permanece na transformação da substância, de capim para cavalo.

### Livro II
O livro II introduz a definição de natureza (em grego, física): "A natureza é um certo princípio e causa pelo qual aquilo em que primeiramente se encontra move-se ou repousa por si mesmo" (1.192b 21). Assim, as entidades originalmente naturais são capazes de se movimentar sozinhas como, por exemplo, o crescimento dos seres vivos, os quais adquirem qualidades, deslocam-se e, finalmente, nascem e morrem. Aristóteles contrasta o natural com o artificial: seres artificiais também podem se mover, mas eles se movem de acordo com aquilo de que são feitos, não de acordo com aquilo que são. Por exemplo, se uma cama de madeira fosse enterrada e de alguma forma brotasse como uma árvore, isto concordaria com o que a cama é feita, não com o que ela é. Aristóteles contrasta dois significados para a natureza: natureza como matéria e natureza como forma, ou explicação.
Por natureza, Aristóteles se refere à natureza de coisas particulares — talvez fosse melhor traduzir uma natureza (o grego ático carece de artigos indefinidos). Sua visão da natureza como a origem real das atividades das coisas contrasta com a abordagem tipicamente reducionista das ciências modernas empíricas. As mais recentes buscam encontrar as origens do movimento em partes de objetos. Embora Aristóteles admita com certeza que partes de matéria ou a matéria é uma verdadeira causa das coisas (a saber, a causa material), ele diz que a natureza é principalmente a forma ou a causa formal (1.193b 6).
No capítulo 3, Aristóteles apresenta a sua teoria das quatro causas (material, eficiente ou motora, formal e final). Uma causa de particular importância é a causa final ou finalidade (telos). É um erro comum pensar nas quatro causas como forças conjuntas ou alternativas que empurram ou puxam um objeto. Na realidade, todas elas são necessárias para explicar uma mudança (7.198a 22-25). O que nós normalmente entendemos por causa, numa expressão moderna e científica, é apenas uma pequena parte do que Aristóteles entende por causa eficiente.
Ele contrasta a finalidade com uma maneira com a qual a natureza não costuma lidar: o acaso (ou sorte), discutida nos capítulos 4, 5 e 6. (O acaso operando nas ações de seres humanos é tuche, sorte, e em agentes irracionais é automaton, casualidade.) As coisas acontecem ao acaso quando todas as linhas de causalidade convergem sem uma escolha proposital, o que produz um resultado semelhante ao que a teleologia ocasiona.
Nos capítulos 7 a 9, Aristóteles retorna à discussão da natureza. Por meio da discussão dos últimos quatro capítulos, ele conclui que a natureza age em busca de um objetivo e discute o modo com que a necessidade está presente nas coisas naturais. Para Aristóteles, o movimento dos objetos naturais é determinado a partir de um agente interno, enquanto que nas modernas ciências empíricas o movimento é determinado a partir de algo externo (mais propriamente: não é preciso haver nada interno).

### Livro III
Com o objetivo de compreender a natureza como definida no livro anterior, deve-se primeiro compreender as hipóteses da definição dada. Para entender o movimento, o livro III começa com uma definição controversa do movimento baseada nas noções aristotélicas de potência e ato. A mudança, diz ele, é a realização do que é submetido o objeto, a realização de uma possibilidade.
Já o restante do livro (capítulos 4 a 8) discute o infinito (apeiron, o ilimitado). Ele faz uma distinção entre o infinito de composição e o infinito de divisão e entre o infinito atual (ou real: em ato, o agora) e o infinito potencial (em potência). Ele argumenta contra a existência do infinito atual em todas as formas, incluindo organismos, substâncias e vazios ilimitados. Aqui, Aristóteles diz que o único tipo de infinito que existe é o potencial. Ele o caracteriza como aquilo que serve como "o sujeito da conclusão de uma magnitude e, potencialmente (mas não atualmente), um todo" (207a 22-23). O infinito, desprovido de qualquer forma, é assim incognoscível. Aristóteles escreve: "Não é que existe algo além que é infinito, mas sim porque além dele sempre existe algo." (6.206b33-207a1-2).

### Livro IV
O livro IV discute os pressupostos do movimento: o lugar (topos, capítulos 1 a 5), o vácuo (capítulos 6 a 9) e o tempo (kronos, capítulos 10-14). O livro começa por distinguir as diferentes formas que um corpo pode “estar sob o poder” de outro. Ele compara o lugar a um recipiente imóvel ou um vaso: "o limite imóvel e mais íntimo que o circunda" é o lugar inicial de um corpo (4.212a20). Ao contrário do espaço, que é um volume que coexiste com um corpo, o lugar é a fronteira, ou superfície.
Ele ensina que, contrariamente aos atomistas e outros, o vazio não é só inútil, mas leva a contradições lógicas, como por exemplo, tornando o movimento impossível. Contrariando a crença popular e muitos dos chamados discípulos de Aristóteles, o que ele chama de vazio não é o mesmo que uma falta de ar ou de outro corpo sensível (o que hoje se chama de vácuo, cf. 6.213a23-29).
O tempo é um aspecto constante do movimento e, no pensamento de Aristóteles, não existe por si próprio: é relativo aos movimentos. O tempo é definido como "o número do movimento segundo o aspecto do antes e depois", por isso o tempo não pode existir sem uma sucessão. Aristóteles, ao que parece, diz que a existência do tempo exige a presença de uma alma capaz de "contar" o movimento.

### Livros V e VI
Os livros V e VI lidam com a forma como o movimento ocorre. O livro V classifica quatro espécies de movimento, mudança, dependendo de onde os oponentes se encontram. As categorias do movimento são: a quantidade (por exemplo, a mudança de dimensões; acrescimento e diminuição), a qualidade (como por cores: do claro ao escuro — mudança de propriedade, alteração), o lugar (movimentos espaciais ocorrem geralmente para cima ou para baixo; é a translação) e a substância, forma mais controversa. Na verdade, substâncias não têm opostos (antônimos), por isso, é inadequado dizer que algo se transforma convenientemente de não-homem a homem: a geração e a corrupção não são kinesis no sentido pleno.
O livro VI discute como um objeto que se move pode atingir uma determinação oposta, caso tenha de passar por infinitas etapas intermediárias. Através de argumentos racionais e lógicos, ele investiga as noções de continuidade e divisão do espaço e do tempo, estabelecendo que o movimento — e, consequentemente, o tempo e o lugar — não são divisíveis infinitamente, mas apenas divisíveis: não são finitos no sentido matemático, mas contínuos, isto é, divisíveis ilimitadamente. Em outras palavras, não é possível construir um continuum (continuidade absoluta) de pontos ou instantes finitos e indivisíveis. Entre outras coisas, isso implica que não pode haver um instante exato (indivisível) quando um movimento começa. Essa discussão, juntamente com a de velocidade e o comportamento distinto das quatro espécies diferentes de movimentos, eventualmente, ajuda Aristóteles a responder os famosos paradoxos de Zenão (incluindo o de Aquiles e a tartaruga), que pretendem demonstrar o absurdo da existência do movimento.

### Livro VII
O livro VII lida brevemente com a relação entre aquilo que se move e aquilo que é movido, o que Aristóteles descreve em divergência substancial com a teoria de Platão ao dizer que a alma é o agente capaz de se definir em movimento (Leis, livro X de Phaedos, Fedro, Fédon). Todo corpo que se move é movido por outro corpo. Em seguida, ele tenta correlacionar as espécies de movimentos e suas velocidades com a mudança de posição (locomoção, phorà) mais fundamental, aos quais os outros podem ser reduzidos.
O livro VII chegou aos tempos de hoje numa versão alternativa, não incluída na edição de Bekker.

### Livro VIII
O livro VIII (que ocupa quase um quarto de toda a obra Física e, provavelmente, o original constitui um curso independente) discute dois temas principais, embora com uma distribuição ampla de argumentos: o tempo limite do universo e a existência de um motor primordial — eterno, indivisível, sem partes e imensurável. Será que o universo não é eterno? Pode existir um início? Ele nunca vai acabar? A resposta de Aristóteles, como a de todo grego, dificilmente poderia ser afirmativa, nunca ter sido dita de uma criação ex nihilo (para a primeira aparição deste conceito na filosofia, consulte Santo Agostinho), mas ele também tem razões filosóficas para negar que o movimento não existe pra sempre, sob os fundamentos da teoria apresentada nos livros anteriores da obra Física. O movimento eterno também é confirmado pela existência de almas: uma substância que difere de todas as outras por não ser constituída de matéria, sendo então uma forma pura e também uma entidade eterna, não sendo imperfeita sob qualquer aspecto, portanto, imóvel. Isso é demonstrado através da descrição dos corpos celestes: as primeiras coisas a se moverem devem ser submetidas a um movimento infinito, único e contínuo, isto é, circular. Tal movimento não é causado por qualquer contato, mas (integrando a visão contida em Metafísica, livro XII) é um resultado do amor e da inspiração.

## Traduções para o português
(em ordem cronológica)
- Física de Aristóteles, livros I e II, Clássicos da Filosofia (Cadernos de Tradução nº 1, Campinas, FCH/Unicamp, 2002).
- Segundos Analíticos de Aristóteles, livro II, Clássicos de Filosofia (Cadernos de Tradução nº 4, Campinas, FCH/Unicamp, 2002).
- Segundos Analíticos de Aristóteles, livro I, Clássicos de Filosofia (Cadernos de Tradução nº 7, Campinas, FCH/Unicamp, 2002).
- Física I e II: Aristóteles (Unicamp, 2009)